# Riegelsville
Riegelsville es un borough ubicado en el condado de Bucks en el estado estadounidense de Pensilvania. En el año 2000 tenía una población de 863 habitantes y una densidad poblacional de 335 personas por km².

## Geografía
Riegelsville se encuentra ubicado en las coordenadas 40°28′23″N 75°1′17″O / 40.47306, -75.02139.

## Demografía
Según la Oficina del Censo en 2000 los ingresos medios por hogar en la localidad eran de $48,194 y los ingresos medios por familia eran $55,208. Los hombres tenían unos ingresos medios de $41,250 frente a los $31,726 para las mujeres. La renta per cápita para la localidad era de $24,916. Alrededor del 3.3% de la población estaba por debajo del umbral de pobreza.